# Teljesítménytúrázók Társasága
A Teljesítménytúrázók Társasága (TTT) önálló közhasznú egyesület (alapításának éve 1991). Sok szervezettel kapcsolatot tartva és együttműködve, de azoktól függetlenül végzi tevékenységét. Célja a teljesítménytúrázás népszerűsítése, a teljesítménytúrázók érdekképviselete.

## Fő tevékenységei
- Információ adás szervezeteknek, egyéneknek.
- Éves teljesítménytúra eseménynaptár összeállítása, kiadása.
- Teljesítménytúra-mozgalmak működtetése,
- A Teljesítménytúrázók Minősítési Rendszerének (TTMR) működtetése.
- Tanácsadás, segítségnyújtás túrarendezőknek.
- Túrák táv- és szintadatainak mérése (mérőkerék, GPS segítségével).
- Teljesítménytúrák rendezése.
- Túrák dokumentációjának gyűjtése.